# 小皮德利斯基
49°55′15″N 24°9′34″E / 49.92083°N 24.15944°E
小皮德利斯基（烏克蘭語：Малі Підліски），是烏克蘭西部的村莊，隸屬利維夫州的利維夫區。該村始建於1392年，面積0.99平方公里，海拔高度243米，人口600，人口密度每平方公里658.59人。